# A51 (motorväg, Schweiz)
A51 är en motorväg i Schweiz som går mellan Bülach och Zürich via Zürich flygplats. Motorvägens främsta uppgift är att förbinda Zürich med flygplatsen.